# Buggenhout a/d Schelde (halte)
Buggenhout a/d Schelde (voluit Buggenhout aan de Schelde) is de jongste halte op lijn 52 en bevindt zich tussen Baasrode-Noord en Sint-Amands. De halte is gelegen aan Den Briel in de gemeente Buggenhout en verwijst naar de nabij gelegen rivier de Schelde. Op ritdagen stoppen hier enkel museumtreinen van de Stoomtrein Dendermonde Puurs.

## Geschiedenis
Eind 2023 werd de Scheldevallei, het gebied tussen Gent en Antwerpen langsheen de Schelde, erkend als nationaal park. Om hier op in te kunnen spelen besloten de Stoomtrein Dendermonde-Puurs en de gemeente Buggenhout de handen in elkaar te slaan. Eind 2023 werd gestart met de aanleg van de halte en deze werd op 13 juli 2024 feestelijk geopend. Met deze nieuwe halte wilt de gemeente de Schelde-oever en Den Briel makkelijker bereikbaar maken voor toeristen en als basis gebruiken voor de uitbouw van verdere ontwikkelingen.

## Voorzieningen
Buggenhout a/d Schelde ligt op een enkelsporige sectie en heeft een laag perron. Het perron is aangelegd met klinkers, heeft een betonnen omheining van het NMBS-type en heeft een rolstoelvriendelijke ingang. Tevens is er een kleine fietsenstalling.